# Henry Coston
Henri Georges Coston, dicho Henry Coston (París el 20 de diciembre de 1910 - Caen (Calvados) el 26 de julio de 2001) fue una figura política del fascismo francés, periodista, autor, "teórico de la conspiración", editor y militante nacionalista francés.

## Biografía
Militó en Action Française, y fue influenciado por Édouard Drumont, y se hizo cargo de su periódico La libre parole, en los años 1930, de ideología antisemita y que denostó a Alfred Dreyfus. Ya conocía el oficio tras haber editado La France Ouvrière con Henry Charbonneau. Es conocido por sus libros donde se opone a la globalización, al capitalismo apátrida, a la masonería, a la sinarquía, y a la influencia de los lobbys o grupos de presión judíos.

### Bajo el nombre de Henry Coston
- (dir.), Dictionnaire de la politique française, tome 1, París, Publications Henry Coston, 1967, 1087 p.
- (dir.), Dictionnaire de la politique française, tome 2, París, Publications Henry Coston, 1972, 782 p.
- (dir.), Dictionnaire de la politique française, tome 3, París, Publications Henry Coston, 1979, 742 p.
- (dir.), Dictionnaire de la politique française, tome 4, París, Publications Henry Coston, 1982, 735 p.
- (dir.), Dictionnaire de la politique française, tome 5, París, Publications Henry Coston, 2000, 525 p.
- Les francs-maçons célèbres, La Libre parole, 1934
- Le Bourrage de crâne : comment la presse trompait l'opinion, CAD, 1943 (en colaboración con Albert Simonin)
- Je vous hais, Le Cahier Jaune, 1944 (en collaboration avec George Montandon)
- L'ABC du journalisme. Cours élémentaire en 30 leçons, Clubinter-presse, 1952 (en collaboration avec Gilberte Coston)
- Les Financiers qui mènent le monde, Librairie française, 1955, réédité et illustré par Chard, 1989
- Tu serás journaliste !, La Librairie française, 1955 (en collaboration avec Gilberte Coston)
- Antoine de Rivarol et l'émigration de Coblence, 1956. Réédition, Publications Henry Coston, 1996
- La Franc-Maçonnerie gouverne, Lectures Françaises, 1958
- Les Mystères de la franc-maçonnerie, Lectures françaises, 1958
- La haute banque et les trusts, Librairie française, 1958
- François Mitterrand ou cet homme est dangereux, Lectures françaises, noviembre de 1958
- Daniel Mayer ou « Je vous hais ! », Lectures françaises, 1958
- Partis, journaux et hommes politiques d'hier et d'aujourd'hui, Lectures françaises, décembre 1960
- Le Retour des 200 familles, La Librairie francaise, 1960
- Le Journalisme en trente leçons, La Librairie française, 1960 (en collaboration avec Gilberte Coston)
- Les Technocrates et la synarchie, Lectures françaises, 1962
- L'assemblée introuvable : le trombinoscope de la Vème bis, Michel de Mauny, 1963
- L'Europe des banquiers, Documents et témoignages, 1963
- La Haute Finance et les révolutions, Lectures françaises, 1963
- La République du Grand Orient. Un État dans l'État, Lectures Françaises, 1964
- Le Livre Noir de l'épuration, Lectures Françaises, 1964
- La France à l'encan, Lectures Françaises, 1965
- Le Secret des dieux, Lectures françaises, 1968
- Onze ans de malheur — 1958-1969, Lectures Françaises, 1970
- Dictionnaire des dynasties bourgeoises et du monde des affaires París, Editions Alain Moreau, 1975, 599 p.
- Les Causes cachées de la Deuxième Guerre mondiale, Lectures françaises, 1975
- Les 200 familles au pouvoir, H. Coston, 1977
- La conjuration des Illuminés, publications Henry Coston, 1979
- Ce qu'il faut savoir quand on publie un livre, Henry Coston, 1983, ISBN 2-904903-00-3
- La Fortune anonyme et vagabonde,Coston, París, 1984
- Le Veau d'or est toujours debout, Publications H.C., 1987
- Ceux qui tirent les ficelles de la politique et de l'économie mondiale, Publications H.C., 1992
- La Guerre de cent ans des sociétés secrètes, publications Henry Coston, 1993
- Le traquenard européen de Jean Monnet : l'Europe qu'on nous fabrique est celle des banques et des trusts, éd. Henry Coston, París, 1993
- La « Trahison » de Vichy, 1940, Publications H.C., 1993
- L'Argent et la Politique, Publications H.C., 1994
- Non ! L'écologie n'est pas de gauche, Publications H.C., 1995
- Tous pourris !, Publications H.C., 1995
- L'âge d'or des années noires. Le cinéma arme de guerre ?, Publications H.C., 1996
- Signé : Drumont., Publications H.C., 1997
- Encyclopédie des pseudonymes (tome 2, avec Emmanuel Ratier), Faits & Documents, 1994
- Infiltrations ennemies dans la droite nationale et populaire, 1999
- Henry Coston présente les Francs-Maçons sous la Francisque, Publications H. Coston, 1999, ISBN 2-904903-16-X

### Bajo el nombre de Georges Virebeau
- L'affaire Dargence, Éditions littéraires et artistiques (non daté)
- Algerusalem, La libre Parole (non daté)
- Quand Finaly est roi, La libre Parole, 1934
- Les Juifs et leurs crimes, 1938
- Pétain toujours présent (avec Jacques Isorni), 1964
- Infiltrations ennemies dans l'église (avec Léon de Poncins, Édith Delamare, Jacques Bordiot, Gilles de Couessin), 1970
- Les Papes et la Franc-maçonnerie, Publications Henry Coston, 1977
- Prélats et francs-maçons, Publications Henry Coston, 1978
- Mais qui gouverne l'Amérique ? Publications Henry Coston, 1991
- Les Mystères des Francs-maçons, Publications Henry Coston, 1994
- Les communistes et la Deuxième Guerre mondiale : des documents oubliées, Publications Henry Coston, 1995

### Otros seudónimos
- L'Archiviste Jérôme, Dictionnaire des changements de noms, tome I, 1803-1956, Documents et Témoignages, 1957
- L'Archiviste Jérôme, Dictionnaire des changements de noms, tome II, 1957-1962, Documents et Témoignages, 1962
- L'Archiviste Jérôme, L'Ordre de la Francisque, Publications H.C, 1987
- Saint Pastour, La Franc-Maçonnerie au Parlement, Documents et Témoignages, 1970
- Saint Pastour, Les Francs-Maçons dans la République, 1991

- Datos: Q1799678
- Multimedia: Henry Coston / Q1799678